# Ålands landshövding
Ålands landshövding är Finlands regerings representant på det självstyrda Åland. På grund av Ålands självstyrelse skiljer sig landshövdingens uppgifter från motsvarande ämbeten i övriga Finland.

## Uppgifter
Landshövdingens viktigaste uppgift är att främja goda relationer mellan Finland och landskapet Åland. Landshövdingen öppnar Ålands lagting på presidentens vägnar, leder Statens ämbetsverk på Åland och fungerar som ordförande i Ålandsdelegationen.

## Utnämning
Landshövdingen utses av Finlands president i samråd med Ålands lagtings talman. Om enighet inte kan uppnås, ska presidenten utse landshövdingen bland fem kandidater som lagtinget har föreslagit.

## Lista över landshövdingar
- 1918 – Hjalmar von Bonsdorff (1869–1945)
- 1918–1922 – William Isaksson (1866–1924)
- 1922–1937 – Wilhelm Fagerlund (1852–1939)
- 1938 – Torsten Rothberg (1884–1938)
- 1938–1945 – Ruben Österberg (1895–1959)
- 1945–1953 – Herman Koroleff (1883–1957)
- 1954–1972 – Tor Brenning (1903–1983)
- 1972–1982 – Martin Isaksson (1921–2001)
- 1982–1999 – Henrik Gustafsson (född 1934)
- 1999–2023 – Peter Lindbäck (född 1955)
- 2023– – Marine Holm-Johansson (född 1964)